# Коровы (картина Эллерта)
«Коровы» — картина русского художника Н. Л. Эллерта (1845—1901). Принадлежит к позднему периоду творчества автора.
На протяжении жизни Н. Л. Эллерт периодически выполнял анималистические рисунки. Чаще всего они писались карандашом и предназначались для различных сборников. В начале 1890-х годов Н. Л. Эллертом была создана серия анималистических работ, главными героями которых стали коровы.
На картине представлено стадо коров на выгоне. Рассветное солнце жарко освещает один из боков лежащих животных и зелень травы. На переднем плане во влажной низине таится прохлада. Линия горизонта завышена, так как автор предпочитает говорить о земном. Здесь не лирика, но буколика.
В 2017 году картина приобретена частным коллекционером.
Другие анималистические работы про коров находятся в Нижегородском государственном художественном музее, а также в частных коллекциях.